# Stiftung Louisenlund
Die Stiftung Louisenlund ist Trägerin des staatlich anerkannten Gymnasiums mit Internat Louisenlund in Schleswig-Holstein. Louisenlund liegt hinter einem Waldstück an der Großen Breite des Ostseearms Schlei zwischen Schleswig und Eckernförde im Gemeindegebiet von Güby. Die Schule ging aus einem früheren Adelsgut hervor, dessen Mittelpunkt das Schloss Louisenlund bildet.
Die Schule wurde 1949 von Friedrich zu Schleswig-Holstein gegründet. Der Pädagoge Kurt Hahn beriet und unterstützte die Stifterfamilie während der Gründungsphase.

## Schloss
Das Schloss Louisenlund wurde 1772 bis 1776 von Hermann von Motz erbaut. Es liegt auf dem Gut Tegelhave (Ziegelhof), das Herzog Adolf von Schleswig-Holstein-Gottorf 1563 von der Familie von Sehestedt erwarb, die es seit 1530 besessen hatte. Das früh-klassizistische Gebäude war einst der Sommersitz des Gottorfer Statthalters des Königreichs Dänemark, Landgraf Karl von Hessen-Kassel, und seiner Frau Louise. Sie war als Tochter des dänischen Königs Friedrich V. die Schwester des Thronfolgers Christian VII., in dessen Besitz das Gut übergegangen war. Nach ihr wurde der Ziegelbau mit Schieferdach benannt. Der Park wurde von Johann Caspar Bechstedt angelegt.
1790 errichtete der aktive Freimaurer Karl von Hessen-Kassel im Park des Herrenhauses einen „Freimaurerturm“, in dem Versammlungen abgehalten und alchemistische Experimente, unter anderem von Saint Germain, durchgeführt wurden.
Später ging das Schloss an die heutigen Besitzer, die Familie der herzoglichen Linie Schleswig-Holstein-Sonderburg-Glücksburg über. Nach 1850 wurde das Gebäude mehrfach umgebaut. Während des Zweiten Weltkriegs beschlagnahmte die Kriegsmarine Louisenlund. Gegen Kriegsende waren darin auch Flüchtlinge untergebracht. Im Mai 1945 besetzten britische Truppen das Gelände und nutzten es bis 1947; norwegische Einheiten folgten. 1949 stellte Friedrich Herzog zu Schleswig-Holstein das Herrenhaus der Stiftung Louisenlund als Landerziehungsheim und Seglerinternat zur Verfügung. Das zur Gemeinde Winnemark gehörende Gut Carlsburg nahm von 1951 bis 1988 die Schüler der 5. bis 8. Klasse auf.

## Schule

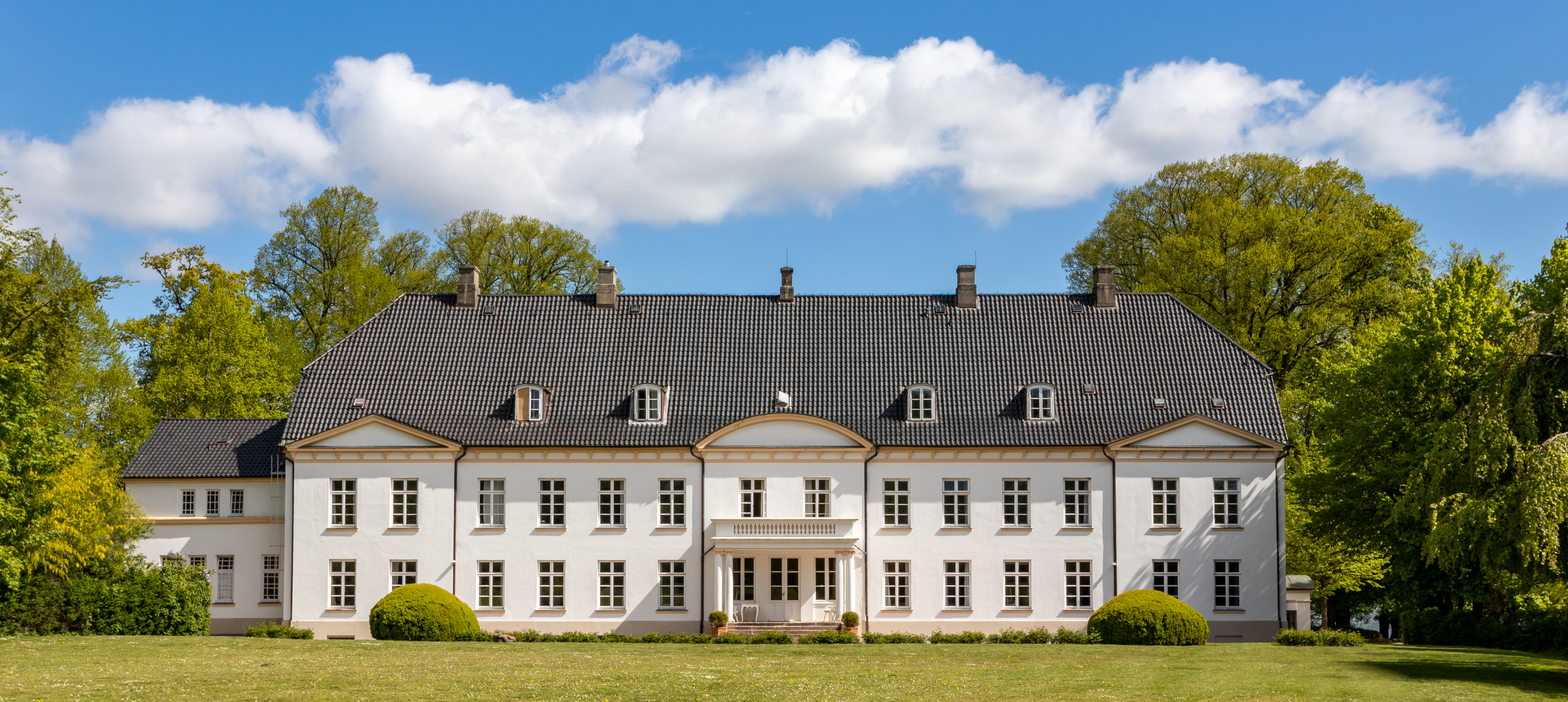
Ansicht von der Parkseite

Die Stiftung Louisenlund ist ein staatlich anerkanntes Internat mit Ganztagsgymnasium, privater Halbtagsgrundschule und eine IB World School in freier Trägerschaft.
Ziel der Schule ist es laut Interview mit Schulleiter Peter Rösner, dass ihre Absolventen „die Elite von morgen bilden“. Er zitierte dabei Kurt Hahn, der sagte: „Wenn wir als Gesellschaft klug sind, sollten wir den Kindern, die qua Geburt privilegiert sind, die besten Bildungschancen geben.“ Rösner ergänzte: „Weil die es sind, die einmal Unternehmen oder Vermögen erben werden. Deshalb sollten wir darauf hinarbeiten, dass diese Menschen ihr Geld und ihre Macht nicht für egoistische Zwecke einsetzen, sondern verstehen, was soziale Marktwirtschaft bedeutet. Also ist unser Auftrag, junge Menschen so zu erziehen, dass sie der Gesellschaft bewusst und freiwillig dienen.“.
Die Schüler können als Abschluss zwischen dem deutschen Abitur und dem International Baccalaureate Diploma wählen. Für Internatsschüler werden Jahresgebühren zwischen 50- und 60.000 € erhoben.
Louisenlund besteht aus zwei Komplexen: dem Hof- und dem Schloss-Bereich. Der Hof-Bereich liegt etwa 800 m vom Schloss-Bereich entfernt. Die Schule gehört mit einer Kapazität von etwa 380 Plätzen (im Schlossbereich etwa 310, auf dem Hof etwa 70) zu den bekanntesten Internaten Deutschlands. Ende 2013 lag die Schülerzahl bei knapp 300, 2024 waren es 500.
Auf dem Hof sind die Grundschule sowie die Tagesschule der Jahrgänge 5 bis 7 untergebracht. Die Schüler werden in Gruppen mit maximal 18 Kindern unterrichtet. Im Schlossbereich lernen und leben die Schüler der Jahrgänge 8 bis 13.
Seit 2014 besitzt die Schule einen eigenen hochseetauglichen Motorsegler. Auch musische und sportliche Fähigkeiten werden gefördert. Beispielhaft hierfür ist der im Rahmen der fünften und sechsten Klasse stattfindende Segelunterricht auf der Schlei. Seit 2005 besitzt der Hof eine weitere Sporthalle. Die Schüler leben in der Regel in Zweibettzimmern.
2006 wurde die ursprünglich 1966 erbaute Turnhalle zum „Sport- und Kulturzentrum“ erweitert. Darüber hinaus stehen dem Internat Tennisplätze, eine Golfanlage, ein Rettungszentrum mit Feuerwehr und THW sowie ein Segelhafen zur Verfügung. 2023 wurde ein neues und hochmodernes Lern- und Forschungszentrum eingeweiht, in welchem der Großteil des Unterrichts für die Jahrgänge 8 bis 13 stattfindet. Das Forschungszentrum verfügt zudem über eine große Sternwarte, welche durch EU-Mittel gefördert wurde.
Louisenlund ist zudem ein Stützpunkt der Freiwilligen Feuerwehr Güby und des Technischen Hilfswerks.
Louisenlund gehört dem Round Square Netzwerk an, einem internationalen Zusammenschluss von Privatschulen.
Im Mai 2024 stimmten einige Schüler des Internats bei dem auf einer Feier gespielten Lied L’amour toujours Parolen an, die im Kontext der ausländerfeindlichen Parolen auf Sylt 2024 für mediales Aufsehen sorgten. Die Staatsanwaltschaft nahm Ermittlungen auf. Diese Ermittlungen wurden im Dezember 2024 eingestellt.

## Ehemalige
Mit Schule und Stiftung sind Familien des Schleswig-Holsteiner Uradels wie die Rantzaus verbunden. Die Malerin Ingeborg zu Schleswig-Holstein besuchte die Schule und ist Vorsitzende des Stiftungsvorstands. Sie ist die Tochter des Stiftungsgründers. Zu den Absolventen gehören u. a. auch Heinrich Donatus von Hessen, Besitzer von Gut Panker, sowie die Journalistin Leontine von Schmettow. Die Schule besuchten außerdem Enno Freiherr von Ruffin, der frühere Ehemann der Sängerin Vicky Leandros und Inhaber von Gut Basthorst, der Unternehmer Albert Darboven, der Reeder Nikolaus W. Schües (* 1936), der Hamburger Bankier Max M. Warburg (* 1948), Dirk Lindenau, Inhaber der Kieler Werft Lindenau, der Biologe Kai Frölich, der Chirurg Arnulf Thiede (* 1942), der Sportwissenschaftler und Hochschullehrer Robin Kähler (* 1946), der Unternehmer, TV-Moderator und Grimme-Preisträger Jan-Henrik Maria Scheper-Stuke sowie die Schauspieler Oliver Mommsen, Hans Hass junior und Lilli Schweiger.